# Clypse Course
El Clypse Course (traduïble com  a 'circuit de Clypse') fou un circuit urbà que es va fer servir per al TT de l'illa de Man entre 1954 i 1959.
Situat a la parròquia d'Onchan, a l'illa de Man, el recorregut tenia una longitud de 10,92 milles (17,57 km). El traçat feia servir dues seccions curtes del Snaefell Mountain Course que incloïen la carretera principal A18 entre Cronk-ny-Mona i Creg-ny-Baa, però en sentit invers, i la carretera principal de muntanya A18 entre Signpost Corner i Governor's Bridge. El punt més alt del traçat era a 261 m (856 peus) sobre el nivell del mar a Ballacarrooin Hill (referència de quadrícula Ordnance Survey SC 406 827). El nom Clypse és probablement una contracció de la paraula escandinava Kleppsstar 'la granja de Kleppr', que dóna el nom modern de Clypse Beg i Clypse Mooar.

## Història
El Clypse Course va ser un nou circuit que es va fer servir per a reintroduir les curses Ultra-Lightweight TT i Sidecar TT al TT de l'illa de Man de 1954. Per tal de facilitar les curses al Clypse Course, durant l'hivern de 1953/54 es va eixamplar la carretera al Mountain Course a Creg-na-Baa, Signpost Corner i els voltants del Governor's Bridge. La reintroducció de la cursa Sidecar TT va ser controvertida pel fet que s'hi van oposar els fabricants de motocicletes i també per la primera participació d'una dona, concretament Inge Stoll, en una cursa del TT.
La cursa Lightweight TT es va córrer al Clypse Course per primera vegada el 1955 i hi va continuar fins al 1959. Les curses Clubman es van córrer al Clypse Course el 1955 i van tornar al Snaefell Mountain Course l'any següent. L'últim any en què es va córrer al Clypse Course va ser el 1959. El 1960, les curses de Lightweight TT, Ultra-Lightweight TT i Sidecar TT van tornar al Mountain Course.

## Rècords
El rècord de volta al Clypse Course, establert per Tarquinio Provini durant el Lightweight TT de 1959, és de 8 minuts i 4,2 segons a una velocitat mitjana de 129,10 km/h (80,22 mph).

## Llegat
El Clypse Course no es fa servir des de 1959. Parts del Clypse Course que no formen part del Snaefell Mountain Course s'han emprat per a curses de ciclisme, pujades de muntanya i curses de cotxes clàssics. Les parts del Clypse Course que inclouen la carretera secundària B12 Creg-na-Baa "Back-Road" i la carretera B20 Begoade s'empren regularment per al Ral·li de l'Illa de Man i el Manx Rally.

## Guanyadors del TT al Clypse Course
| # Victòries | Pilot             | Anys                 | Anys             |
| # Victòries | Pilot             | Categoria            | Any victòria     |
| ----------- | ----------------- | -------------------- | ---------------- |
| 4           | Carlo Ubbiali     | Lightweight TT       | 1956             |
| 4           | Carlo Ubbiali     | Ultra Lightweight TT | 1955, 1956, 1958 |
| 4           | Tarquinio Provini | Lightweight TT       | 1958, 1959       |
| 4           | Tarquinio Provini | Ultra Lightweight TT | 1957, 1959       |
| 3           | Walter Schneider  | Sidecar TT           | 1955, 1958, 1959 |
| 3           | Hans Strauss      | Sidecar TT           | 1955, 1958, 1959 |
| 2           | Manfred Grunwald  | Sidecar TT           | 1956, 1957       |
| 2           | Fritz Hillebrand  | Sidecar TT           | 1956, 1957       |
| 1           | Rupert Hollaus    | Ultra Lightweight TT | 1954             |
| 1           | Les Nutt          | Sidecar TT           | 1954             |
| 1           | Eric Oliver       | Sidecar TT           | 1954             |
| 1           | Jimmy Buchan      | Clubmans Junior TT   | 1955             |
| 1           | Eddie Dow         | Clubmans Senior TT   | 1955             |
| 1           | Bill Lomas        | Lightweight TT       | 1955             |
| 1           | Cecil Sandford    | Lightweight TT       | 1957             |